# بریا (روسیه)
بریا (به لاتین: Bereya) یک منطقهٔ مسکونی در روسیه است که در استان آمور واقع شده‌است.